# 日本国際紛争解決センター
一般社団法人日本国際紛争解決センター（にほんこくさいふんそうかいけつセンター、英: Japan International Dispute Resolution Center）とは、国際仲裁やその他裁判外紛争解決手続（ADR）手続のために審問室、会議室の貸し出しを行う機関である。

## 沿革
- 2017年12月に日本国際仲裁センター（仮称）設立検討協議会が設置された。
- 2018年2月16日に一般社団法人日本国際紛争解決センターが設立された。
- 2018年5月1日に日本国際紛争解決センター（大阪）が大阪中之島合同庁舎で開業した。
- 2020年3月30日に日本国際紛争解決センター・東京施設(JIDRC-Tokyo)が虎ノ門ヒルズ ビジネスタワーで開業した。